# Bouvardia rosei
Bouvardia rosei är en måreväxtart som beskrevs av Paul Carpenter Standley. Bouvardia rosei ingår i släktet Bouvardia och familjen måreväxter. Inga underarter finns listade i Catalogue of Life.